# Pseudonezumia cetonuropsis
Pseudonezumia cetonuropsis är en fiskart som först beskrevs av Gilbert och Hubbs, 1916.  Pseudonezumia cetonuropsis ingår i släktet Pseudonezumia och familjen skolästfiskar. Inga underarter finns listade i Catalogue of Life.